# United Freedom Front
Die United Freedom Front (UFF) war eine kleine amerikanische marxistische Organisation, die in den 1970er und 1980er Jahren aktiv war. Zwischen 1975 und 1984 verübte die UFF im Nordosten der Vereinigten Staaten mindestens 20 Bombenanschläge und neun Banküberfälle. Ziel der Anschläge waren unter anderem Gerichtsgebäude und militärische Einrichtungen. Die Mitglieder der Gruppe wurden schließlich unter anderem wegen Verschwörung, Mordes und versuchten Mordes verhaftet und verurteilt. Zwei ihrer Mitglieder sitzen bis heute in Haft.

## Aktivität
Die UFF wurde im Jahre 1975 als "Sam Melville / Jonathan Jackson Unit" gegründet, unter diesem Namen verübte die Gruppe einen Anschlag auf das Massachusetts State House, im selben Jahr änderte sie ihren Namen in "United Freedom Front" um.
Die UFF richtete sich gegen die US-amerikanische Außenpolitik und die Rassentrennung in Südafrika.
Die Gruppe warnte vor jedem ihrer Anschläge, um Opfer zu vermeiden, trotzdem wurden bei ihren Anschlägen mehr als 20 Personen verletzt.